# Dent d'Hérens
De Dent d'Hérens is een 4171 meter hoge berg in de Pennische Alpen op de grens van Italië en Zwitserland
De berg ligt ten westen van de Matterhorn (4478 m) en ten zuiden van de Dent Blanche (4357 m). Beginpunt voor de normaalroute naar de top is de Italiaanse berghut Rifugio Aosta (2781 m) die aan het einde van het Valdostaanse Valpelline bergdal ligt. Vanaf de Zwitserse Schönbielhut (2694 m) heeft men uitzicht op de ijzige noordwand van de berg. Deze wand is voor het eerst beklommen in 1925 door W. Welzenbach en E. Allwein.
De top van de Dent d'Hérens werd voor het eerst bereikt op 12 augustus 1863 door Florence Crawford Grove, William Edward Hall, Reginald Somerled Macdonald, Montagu Woodmass, Melchior Anderegg, Jean-Pierre Cachat en Peter Perren. Vanaf de top heeft men een spectaculair uitzicht op de naastgelegen Matterhorn en het nabije bergmassief van de Monte Rosa (4637 m).
Het wordt niet uitgesloten dat de namen van de Dent d'Hérens en de Dent Blanche ooit verwisseld zijn. De Dent d'Hérens, met zijn spierwitte noordwand is namelijk vanuit de Val d'Hérens amper te zien, dit in tegenstelling tot de Dent Blanche die bijna de hele vallei domineert.